# Honoré d'Urfé
Honoré d'Urfé (1567-1625) fou un escriptor francès, autor de la novel·la pastoral Astrea, on barreja el corrent preciosista de l'època, l'estructura de l'èpica clàssica, l'amor cortès i l'encadenament propi de la novel·la-riu moderna. L'eix de l'obra són les aventures amoroses del protagonista, de caràcter autobiogràfic.
De família noble, fou empresonat per les seves idees polítiques i en el seu captiveri llegí les obres renaixentistes més destacades, que l'influirien en el seu estil, especialment la novel·la cavalleresca i la poesia italiana. Durant tota la seva vida fou un home proper a la cort i defensor de la cultura.